# 布龍度蠍子
雷蠍，又名布龍度蠍子，是志留紀一種長 1（3英尺3英寸） 的水生蠍子，目前僅有發現長度約10（3.9英寸）的觸肢可動指化石。雷蠍像現今的蠍子，但體型較大，也有更大的複眼。對於當時生存的大型動物，牠們是一種重要的掠食者。

## 生態及習性

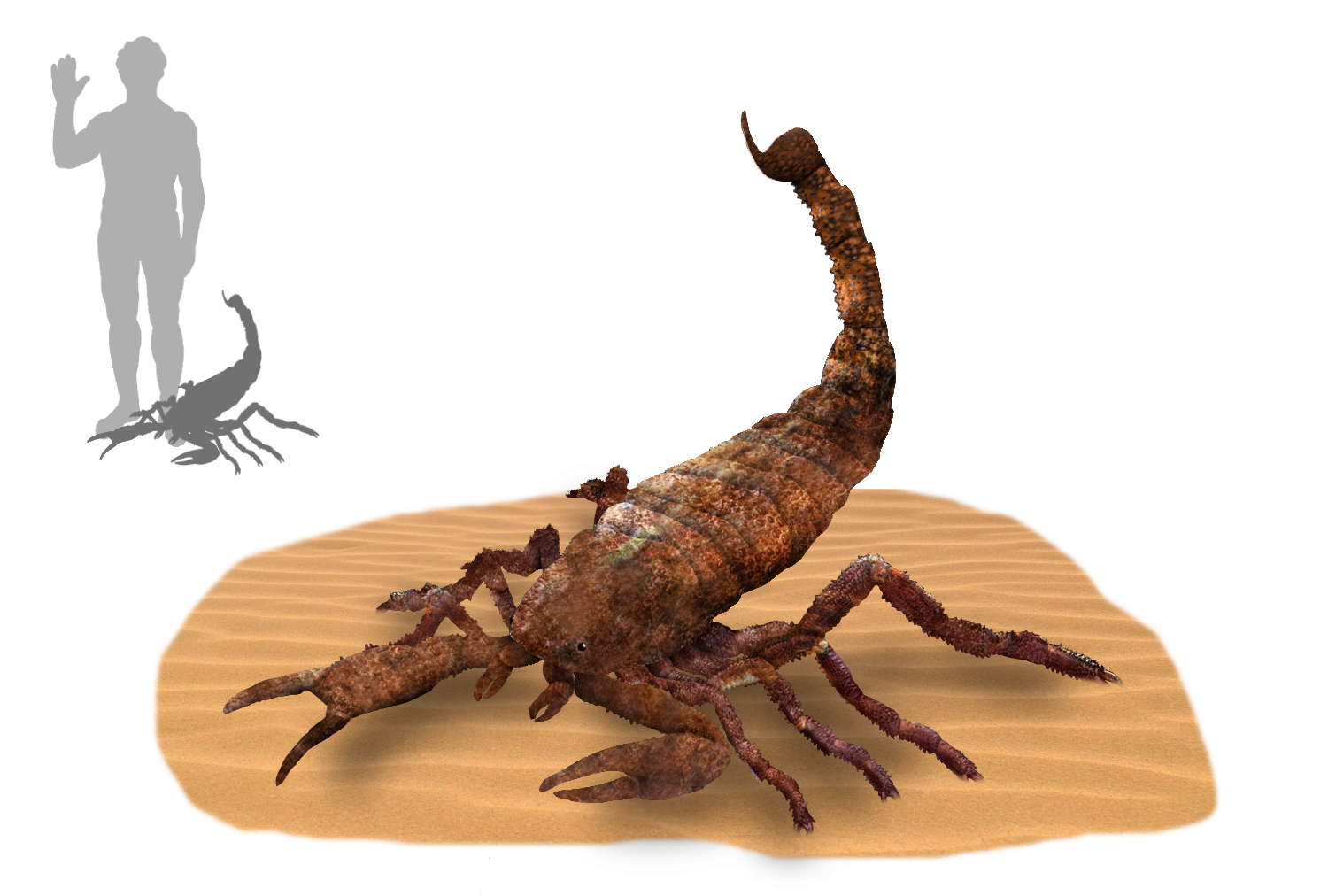
雷蠍與人類的體型比較

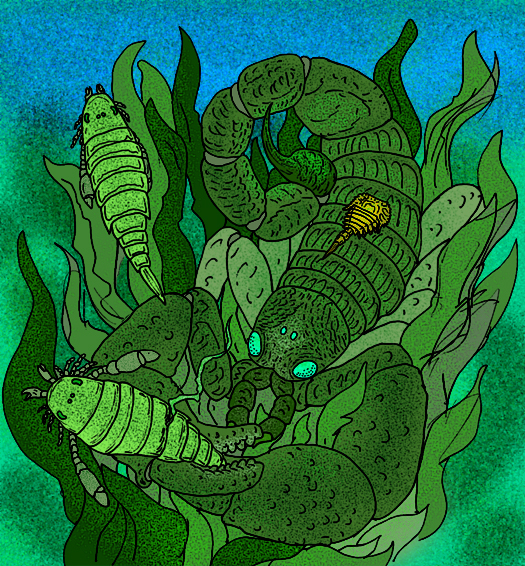
雷蠍復原圖

所有在古生代以後的蠍子都是陸生的，相信是於志留紀從水生轉變為陸生。不論是為了逃避掠食者，或是追捕獵物，估計雷蠍可以離開水面到達陸地。但是由於牠們難以支撐其體重，所以相信是要重回水中生活，至少在脫殼時也要回到水中.。牠們會獵食細小的海生動物，如魚類、棘魚綱、鰭甲魚綱、細小的蠍子及三葉蟲。

## 解剖
雷蠍的呼吸是透過其外骨骼上的氣孔及書肺內層進行氣體交換。其尾巴末端有一個大毒刺，大小如電燈泡。

## 大眾文化
雷蠍在《與巨獸同行》出現，獵食頭甲魚，但被翼肢鱟所吃。

### 註腳
1. 1 2  Kjellesvig-Waering, Erik N. . Journal of Paleontology. 1972, 46 (1): 39–42. JSTOR 1302906.
2. ↑  Jeram, Andrew J. . Selden, Paul A.  (编).  (PDF).   [2019-04-02]. （原始内容 (PDF)存档于2011-07-25）.
3. ↑  . Polis, Gary A., 1946-. Stanford, Calif.: Stanford University Press. 1990  [2019-04-02]. ISBN 0804712492. OCLC 18991506. （原始内容存档于2022-05-07）.

### 書目
- Haines, Tim & Chambers, Paul. . Canada: Firefly Books Ltd. 2006.